# 털진득찰
털진득찰은 국화과에 딸린 한해살이풀이다.

## 관리 및 번식법
관리법 : 화단이면 어느 곳에서나 잘 자란다.
번식법 : 11월에 얻은 종자를 보관 후 이듬해 봄 화단에 뿌린다.

## 사진

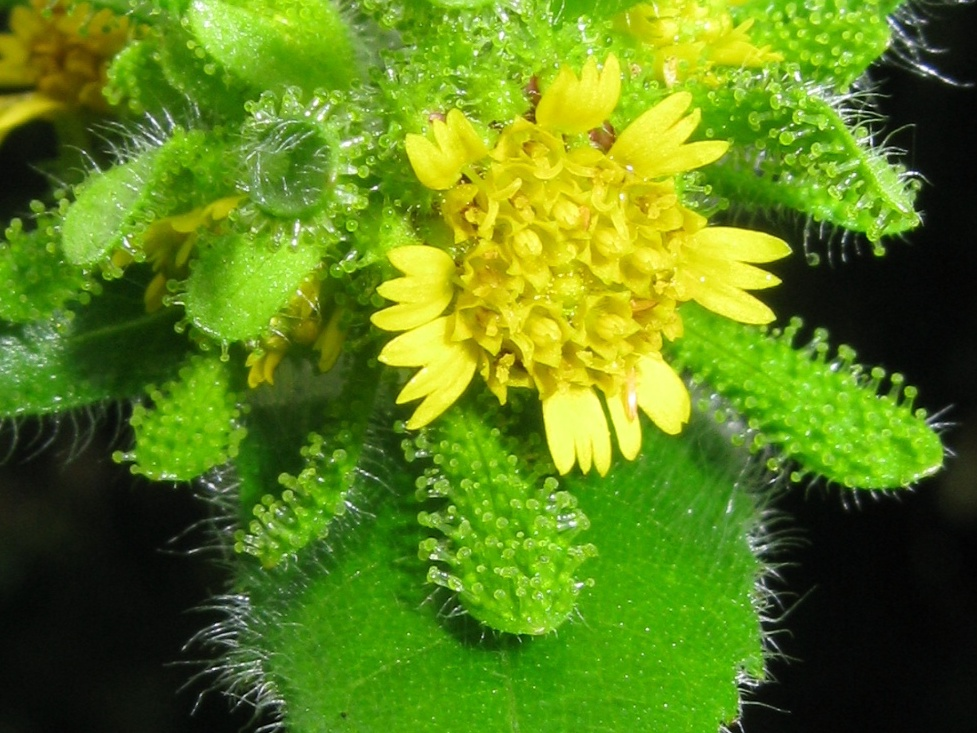
꽃
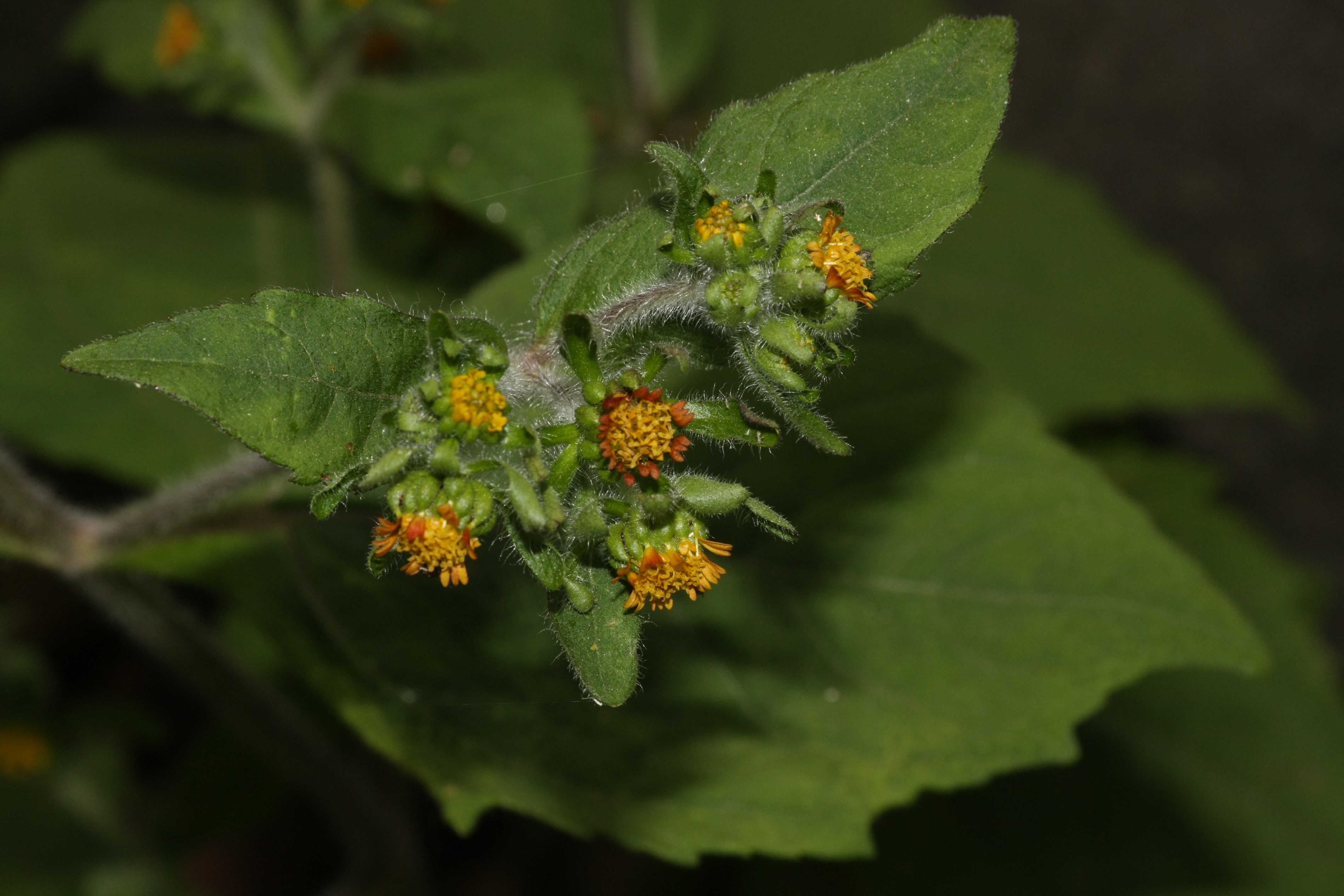
꽃
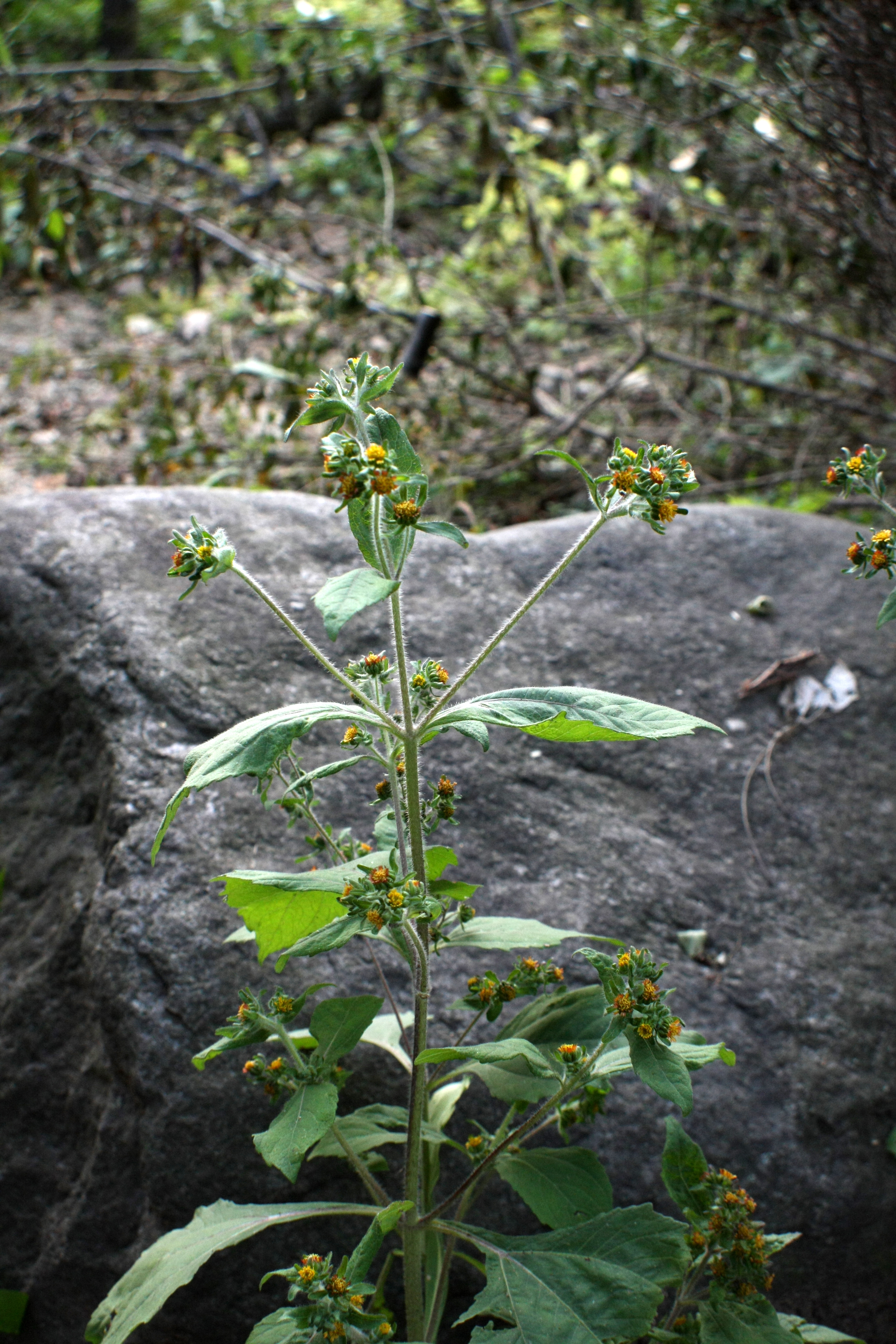
천안 광덕산